# 술라웨시관박쥐
술라웨시관박쥐(Rhinolophus celebensis)는 관박쥐과에 속하는 박쥐의 일종이다. 인도네시아의 토착종이다.

## 특징
앞팔길이 38~45mm, 꼬리 길이 18.9~27mm를 제외한 전완장이 38~45mm인 작은 박쥐로 귀 길이는 14.6~20mm이고 몸무게는 최대 7.5g이다. 75~83 kHz의 일정한 초음파을 낸다. 털빛은 고른 칙칙한 갈색 또는 짙은 갈색이며 배 쪽 빛깔이 등 쪽보다 다소 밝다.

## 생태
수 천마리로 무리를 지어 동굴 속에 은신한다. 먹이는 곤충이다.

## 분포 및 서식지
인도네시아의 자와섬와 티모르섬 사이, 술라웨시섬에 널리 분포한다. 일차림과 이차림에서 서식한다.

## 아종
- R. c. celebensis - 술라웨시섬, 부톤섬, 카배나, 상이헤, 카라켈롱
- R. c. javanicus (Andersen, 1918) - 자와섬, 발리, 크라카타우
- R. c. madurensis (Andersen, 1918) - 마두라섬, 캉기언
- R. c. parvus (Goodwin, 1979) - 티모르섬, 웨타르 해협